# Drassyllus truncatus
Drassyllus truncatus är en spindelart som beskrevs av Paik 1992. Drassyllus truncatus ingår i släktet Drassyllus och familjen plattbuksspindlar. Inga underarter finns listade i Catalogue of Life.